# Casa del General (la Canonja)
La Casa del General és una obra de la Canonja (Tarragonès) inclosa a l'Inventari del Patrimoni Arquitectònic de Catalunya.

## Descripció
Edifici amb tipologia inicial de palau, amb la planta baixa amb serveis, planta noble al primer pis i golfes. Coberta plana i obra de pedra i morter.
Destaca la portalada principal de grans dovelles amb un escut.
Per dins ha estat molt modificat.